# Міліндер Лев Максович
Лев Максович Міліндер (нар. 31 грудня 1930, Ленінград, РРФСР, СРСР — пом. 8 березня 2005, Санкт-Петербург, Росія) — радянський і російський актор театру і кіно, автор театральних « капустників». Заслужений артист РРФСР (1991).

## Біографія
Лев Міліндер народився 31 грудня 1930 року в Ленінграді, в єврейській сім'ї, яка жила на Заміському проспекті, будинок № 12, кв. 63. Під час німецько-радянської війни з молодшою сестрою Нелею, бабусею та дідусем був евакуйований до Троїцька. Батько — Макс Якович Міліндер (1907-?), був призваний в діючу армію 2 липня 1941, служив у штабі 39-ї армії, капітан, нагороджений орденом Червоної Зірки (1942), медаллю «За бойові заслуги».
1953 року закінчив Ленінградський державний театральний інститут імені О. Островського (клас Бориса Зона, Тетяни Сойникової та Володимира Честнокова), після чого разом із дружиною — актрисою Ніною Миколаївною Ургант — був направлений на роботу за розподілом до Ярославського драматичного театру імені Федора Волкова.
Протягом п'ятдесяти років, з квітня 1954 і до кінця життя, служив у трупі Ленінградського (згодом Санкт-Петербурзького) державного академічного театру комедії імені Миколи Акімова. Здобув популярність у 1960 році після ролі тіні вченого в постановці режисера Миколи Акімова «Тінь» за однойменною п'єсою-казкою Євгена Шварца. Ця роль принесла Леву Міліндеру успіх та стала вершиною його творчого шляху. Пізніше він зіграв чимало гідних ролей: князя Сержа Ветринського у водевілі «Лев Гурич Синічкін» за адаптованим текстом Олексія Бонді (за Дмитром Ленським), Жана в «Силуетах Парижа» Франсуази Саган, Дубровського в «Дзвінку у порожню квартиру» Дмитра Угрюмова, — але вони помітно поступалися образу, створеному ним у п'єсі Шварца.
Багато років Міліндер був беззмінним автором акимівських «капустників», присвячених ювілеям працівників театру. На основі цих заходів, що викликали великий суспільний резонанс, 1987 року було поставлено концерт-огляд «Давайте говорити один одному компліменти».
Лев Максович Міліндер помер у святковий день 8 березня 2005-го в Санкт-Петербурзі, на 75-му році життя. Похований на Преображенському єврейському цвинтарі в Санкт-Петербурзі.

### Родина
- Мати — Іда Марківна (Мордківна) Шевець, померла в Ізраїлі.
- Сестра — кандидат медичних наук[17] Нінель Максівна Міліндер (нар. 1936), фтизіатр.
- Дружина (1950-і) — Ніна Миколаївна Ургант (1929—2021), актриса театру та кіно, народна артистка РРФСР (1974), лауреат Державної премії СРСР (1976). Лев Максович та Ніна Миколаївна прожили у шлюбі чотири роки, після розлучення одружився ще чотири рази[14].
  - Син — Андрій Львович Ургант (нар. 28 листопада 1956), актор театру та кіно, телеведучий[18].
    - Онук — Іван Андрійович Ургант (нар. 16 квітня 1978), актор театру та кіно, шоумен, теле- та радіоведучий, співак, музикант, продюсер[14].
- Донька від передостаннього шлюбу.[14]

## Творчість

### Роботи у театрі

#### Ленінградський (Санкт-Петербурзький) державний академічний театр комедії іменіМиколи Акімова
Лев Міліндер прослужив у трупі театру понад п'ятдесят років, з квітня 1954 року і до кінця життя, і в різні роки був зайнятий у спектаклях:
- 1954 — «Суддя в пастці» — перехожі, жебраки та інші
- 1954 — «Помпадури і помпадурші» — офіцер
- 1959 — «Четверо під одним дахом» — громадянин напідпитку
- 1959 — «Трихвилинна розмова» — бухгалтер
- 1960 — «Тінь» за однойменною п'єсою-казкою Євгена Шварца (режисер — Микола Акімов) — тінь (Теодор-Христиан) вченого (Християна-Теодора)[11][12]
- 1962 — «Фізики» — Уве Сіверс, старший санітар
- 1963 — «Дон Жуан» — іноземні посли / лорд Амандевілл / Джонсон / негр Баба / султан / Ламбро
- 1964 — «Дело» — Чибісов, підпорядкованості
- 1964 — «Дванадцята ніч» — Фесте, блазень Олівії
- 1966 — «Весілля Кречинського» — Ніканор Савич Бек, лихвар
- 1968 — «Циліндр» — Родольфо
- 1968 — «Силуети Парижа» — Жан
- 1970 — «Хай живе король!» — Володимир Миколайович, заступник начальника інюрколегії Міністерства закордонних справ СРСР / Посадіон, надовго міністр внутрішніх справ Б.
- 1970 — «Село Степанчиково та його мешканці» — Прим
- 1972 — «Маленьке вікно на великий океан» — поет / художник / хор
- 1972 — «Візок з яблуками» — Король Магнус / Памфілій / Пліній, міністр фінансів
- 1973 — «Троянської війни не буде» — Геометр, сенатр
- 1974 — «Романтики» — Страфорель
- 1974 — "Концерт для. . . " — кларнет
- 1976 — «Ремонт» — людина в шльопанцях
- 1977 — Баня — Моментальников
- 1977 — «Сваха» — Корнелій Хекл
- 1980 — «Тьоркін-Тьоркін» — перший критик
- 1980 — «Зрада» — Гліб Олексійович Валетов
- 1981 — «Казка Арденського лісу» — Жак-меланхолік
- 1984 — «Все можуть королі» — Рибаков, член комісії
- 1985 — «День Перемоги серед війни» — кларнет
- 1986 — «Дванадцята ніч» — Антоніо, капітан корабля, друг Себастьяна
- 1990 — «Ромул Великий» — Аполліон, антиквар
- 1992 — «Планета кохання» — сенатор
- 1993 — «Тартарен з Тараскона» — буфетник
- 1997 — «Пристрасті за Мольєром» — вчитель танців

### Фільмографія
- 1961 — «Строкаті оповідання» (телеспектакль) — Гранський, наречений Лізи
- 1965 — «Велика котяча казка» — Хватачок, детектив
- 1979 — «Отелло» — Лодовіко
- 1990 — «Захід» — Ейхбаум
- 1993 — «Ти в мене одна» — колега Євгена Тимошина з НДІ
- 1995 — «Зимова вишня 3» — епізод
- 1995 — «Дебюссі, або Мадемуазель Шу-Шу» («La musique de l'amour: Chouchou»)— "перша скрипка
- 2001 — «На ім'я Барон» (серія № 10) — старий раввин у синагозі
- 2004 — «Агент національної безпеки 3» (серія № 32 «Падишах») — архиваріус
- 2004 — «Іванов та Рабинович» — професор славістики

#### Озвучування
- 1966 — «Поема двох сердець» — кривий емір (роль Р. Пірмухамедова)
- 1979 — «Пригоди принца Флорізеля» — злочинець в інвалідному візку (роль Іллі Рєзніка)
- 1981 — «Всім чортам на зло»

## Визнання

### Державні нагороди
- 1991 — почесне звання " Заслужений артист РРФСР " — за заслуги в галузі радянського мистецтва[1][2].
- 2004 — медаль ордену «За заслуги перед Батьківщиною» II ступеня — за заслуги в галузі театрального мистецтва та багаторічну плідну роботу[19].